# DisneyToon Studios
DisneyToon Studios, früher Disney MovieToons und Disney Video Premieres, war ein US-amerikanisches auf Direct-to-Video und seltener Kinofilme spezialisiertes Computeranimationsstudio. Es fungierte als Tochterunternehmen der Walt Disney Animation Studios, die wiederum eine Abteilung der The Walt Disney Company sind. Das Studio produzierte 47 Spielfilme, den ersten davon, DuckTales: Der Film – Jäger der verlorenen Lampe, im Jahr 1990. Der letzte Film war Tinkerbell und die Legende vom Nimmerbiest von 2015. Am 28. Juni 2018 stellten die DisneyToon Studios die Arbeit ein.

## Geschichte

### Disney MovieToons

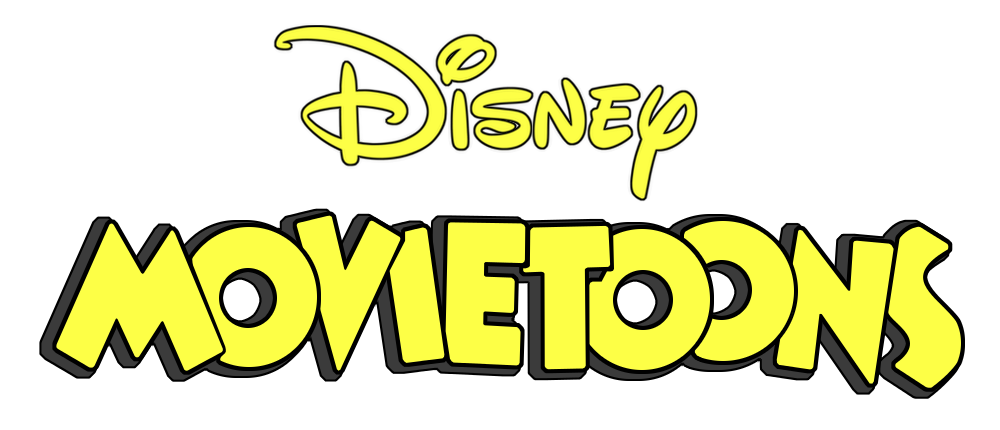
Logo von Disney MovieToons

Disney MovieToons produzierte seinen ersten Film DuckTales: Der Film – Jäger der verlorenen Lampe im Jahr 1990. Für die Animation war Walt Disney Animation France zuständig. Im Jahr 1993 stellte Disney Television Animation Sharon Morrill ein, um zukünftige Projekte zu leiten.
Disney fing an, Direct-to-Video-Fortsetzungen zu seinen Spielfilmen zu produzieren: Der erste, Dschafars Rückkehr, die Fortsetzung von Aladdin, im Jahr 1994. Als sich der Film als kommerzieller Erfolg erwies, fokussierte sich das Studio auf weitere Direct-to-Video-Projekte. Eine weitere Fortsetzung mit dem Namen Aladdin und der König der Diebe wurde im Jahr 1996 veröffentlicht. Die Animationsarbeit wurde den australischen und japanischen Abteilungen zugewiesen.
Nach dem Rücktritt von Vorsitz Jeffrey Katzenberg im August 1994 wurde Disney Studios in Disney Video Premieres und Disney Television Animation aufgeteilt und unter die Leitung von Walt Disney Television and Telecommunications verlegt.
Morrill war für den ersten Direct-to-Video-Film unter dem Namen Disney Video Premieres, Dschafars Rückkehr, zuständig. Mit dem Erfolg des Films stieg der Direct-to-Video-Vertrieb an, sodass Disney den Animationsstudios im Ausland mehr und mehr Projekte zuwies. Morrill wurde Ende 1997 zur Vizepräsidentin des Studios ernannt.
Im September 1997 wurden Disney MovieToons und Disney Video Premieres mitunter erneut verlegt. Diesmal unter die Leitung von Walt Disney Television.
1997 veröffentlichte die Abteilung den Kurzfilm Redux Riding Hood, der ein Jahr später für einen Oscar nominiert wurde. Daraufhin folgten weitere Direct-to-Video-Fortsetzungen, darunter Die Schöne und das Biest – Weihnachtszauber (1997), Pocahontas 2 – Die Reise in eine neue Welt (1998), Der König der Löwen 2 – Simbas Königreich (1998) und Cinderella 2 – Träume werden wahr (2002). Im April 1998 wurden MovieToons und Video Premieres zusammengefügt und Morrill wurde zur exekutiven Vizepräsidentin befördert.

### DisneyToon Studios

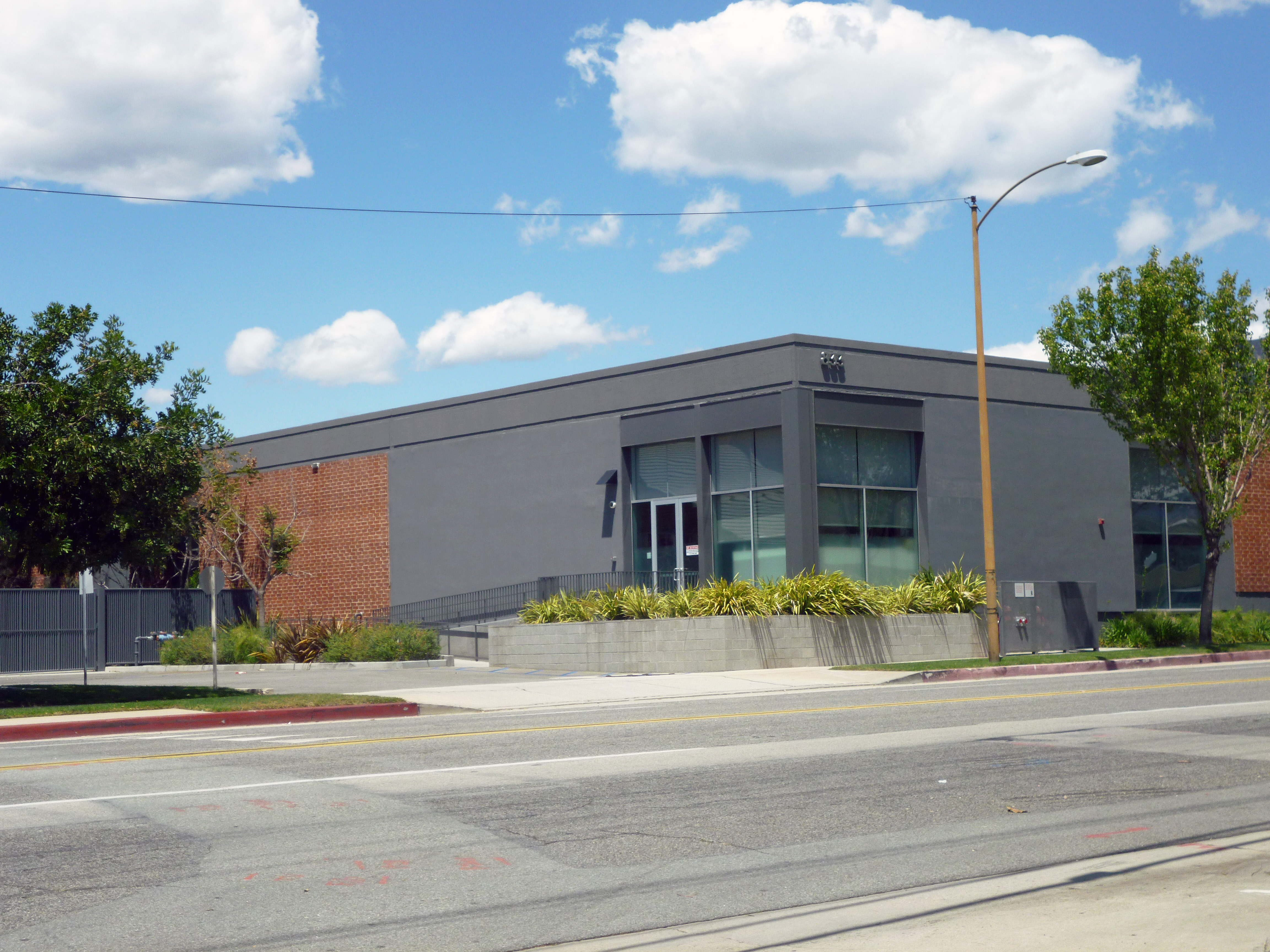
Der Hauptsitz des Studios in Glendale (Kalifornien)

In einem Umstrukturierungsprozess im Jahr 2003 wurde die MovieToons- und Video Premieres-Abteilung von Walt Disney Television Animation zu Walt Disney Feature Animation verlegt und zum aktuellen Namen umbenannt. Morrill behielt ihre Rolle als Vizepräsidentin. Mit der Spaltung war nun nicht nur DisneyToon für Direct-to-Video zuständig, sondern auch Disney Television Animation.
Im Juni 2004 schloss Disney das Animationsstudio in Japan, eines von zwei Überseestudios, mit denen DisneyToon kooperierte. Im März 2005 erhielt Morrill schließlich den Titel des Präsidenten. Nach 17 Jahren wurde im Oktober 2006 auch DisneyToon Studios Australia geschlossen.
Nach dem Kauf von Pixar, trat auch John Lasseter der Firma bei. Er war der Meinung, dass DisneyToon mit der Produktion von Fortsetzungen und Prequels den klassischen Spielfilmen den Wert nehme. Als die Produktion von Tinkerbell im Jahr 2008 zu Komplikationen führte, überdachte Disney den Fokus der Abteilung. Dies hatte zur Folge, dass Sharon Morrill ihren Titel abgab und eine andere Position in der Firma annahm. Im Juni 2007 übernahm Alan Bergman die Leitung. Ed Catmull und Lasseter galten als Berater. Lasseter stimmte für den Rückzug aller zukünftigen Projekte von DisneyToon Studios. Geplante Fortsetzungen zu Himmel und Huhn (2005), Pinocchio (1940) und Aristocats (1970) wurden demnach gestrichen. Die Produktion von Tinkerbell wurde beendet und die Veröffentlichung von Arielle, die Meerjungfrau 3 wurde pausiert.
Meredith Roberts wechselte im Januar 2008 von Disney Television Animation zu DisneyToon und fungierte dort als Vizepräsidentin und Generaldirektorin. Im April 2008 wurde bekanntgegeben, dass sich DisneyToon zukünftig nicht mehr auf Fortsetzungen, sondern auf Spin-offs konzentrieren würde. Die Abteilung war unter der Leitung des neu benannten Disney Feature Animation Studio, heute Disney Animation Studios, geleitet von Catmull und Lasseter.

## Filmografie
Bis 2002 betrugen Produktionskosten für DisneyToons Filme selten über 15 Millionen US-Dollar. Im selben Jahr hatten die Filme des Studios zusammen über 100 Millionen Dollar eingenommen.

### Spielfilme
- 1990: DuckTales: Der Film – Jäger der verlorenen Lampe (DuckTales the Movie: Treasure of the Lost Lamp)
- 1994: Dschafars Rückkehr (The Return of Jafar)
- 1995: Goofy – Der Film (A Goofy Movie, Kinofilm)
- 1996: Aladdin und der König der Diebe (Aladdin and the King of Thieves)
- 1997: Winnie Puuh auf großer Reise (Pooh’s Grand Adventure: The Search for Christopher Robin)
- 1997: Die Schöne und das Biest – Weihnachtszauber (Beauty and the Beast: The Enchanted Christmas)
- 1998: Belles zauberhafte Welt (Beauty and the Beast: Belle’s Magical World)
- 1998: Pocahontas 2 – Die Reise in eine neue Welt (Pocahontas II: Journey to a New World)
- 1998: Der König der Löwen 2 – Simbas Königreich (The Lion King II: Simba’s Pride)
- 1999: Mickys fröhliche Weihnachten (Mickey’s Once Upon a Christmas)
- 1999: Winnie Puuh – Lustige Jahreszeiten im Hundertmorgenwald (Seasons of Giving)
- 2000: Tiggers großes Abenteuer (A Tigger Movie, Kinofilm)
- 2000: Goofy nicht zu stoppen (An Extremely Goofy Movie)
- 2000: Arielle, die Meerjungfrau 2 – Sehnsucht nach dem Meer (The Little Mermaid II: Return to the Sea)
- 2001: Susi und Strolch 2: Kleine Strolche – Großes Abenteuer! (Lady and the Tramp II: Scamp’s Adventure)
- 2002: Peter Pan: Neue Abenteuer in Nimmerland (Return to Never Land, Kinofilm)
- 2002: Cinderella 2 – Träume werden wahr (Cinderella II: Dreams Come True)
- 2002: Der Glöckner von Notre Dame 2 (The Hunchback of Notre Dame II)
- 2002: Winnie Puuh – Honigsüße Weihnachtszeit (A Very Merry Pooh Year)
- 2003: 101 Dalmatiner Teil 2 – Auf kleinen Pfoten zum großen Star! (101 Dalmatians II: Patch’s London Adventure)
- 2003: Das Dschungelbuch 2 (The Jungle Book 2, Kinofilm)
- 2003: Ferkels großes Abenteuer (Piglet’s Big Movie, Kinofilm)
- 2003: Atlantis – Die Rückkehr (Atlantis: Milo’s Return)
- 2004: Der König der Löwen 3 – Hakuna Matata (The Lion King 1½)
- 2004: Winnie Puuh – Spaß im Frühling (Springtime with Roo)
- 2004: Micky, Donald, Goofy – Die drei Musketiere (Mickey, Donald, Goofy: The Three Musketeers)
- 2004: Mickys turbulente Weihnachten (Mickey’s Twice Upon a Christmas)
- 2005: Mulan 2 (Mulan II, Kinofilm)
- 2005: Heffalump – Ein neuer Freund für Winnie Puuh (Pooh’s Heffalump Movie)
- 2005: Tarzan 2 (Tarzan II)
- 2005: Lilo & Stitch 2 – Stitch völlig abgedreht (Lilo & Stitch 2: Stitch Has a Glitch)
- 2005: Winnie Puuhs Gruselspaß mit Heffalump (Pooh’s Heffalump Halloween Movie)
- 2006: Ein Königreich für ein Lama 2 – Kronks großes Abenteuer (Kronk’s New Groove)
- 2006: Bambi 2 – Der Herr der Wälder (Bambi II, auch im Kino veröffentlicht)
- 2006: Bärenbrüder 2 (Brother Bear 2)
- 2006: Cap und Capper 2 – Hier spielt die Musik (The Fox and the Hound 2)
- 2007: Cinderella – Wahre Liebe siegt (Cinderella III: A Twist in Time)
- 2007: Jasmins bezaubernde Geschichten – Träume werden Wirklichkeit (Disney Princess Enchanted Tales: Follow Your Dreams)
- 2008: Arielle, die Meerjungfrau – Wie alles begann (The Little Mermaid: Ariel’s Beginning)
- 2008: Tinkerbell
- 2009: Tinkerbell – Die Suche nach dem verlorenen Schatz (Tinker Bell and the Lost Treasure)
- 2010: Tinkerbell – Ein Sommer voller Abenteuer (Tinker Bell and the Great Fairy Rescue)
- 2012: Das Geheimnis der Feenflügel (Secret of the Wings, Kinofilm)
- 2013: Planes (Kinofilm)
- 2014: Tinkerbell und die Piratenfee (The Pirate Fairy, Kinofilm)
- 2014: Planes 2 – Immer im Einsatz (Planes: Fire & Rescue, Kinofilm)
- 2015: Tinkerbell und die Legende vom Nimmerbiest (Tinker Bell and the Legend of the NeverBeast)

### Kurzfilme
- 1997: Redux Riding Hood
- 1998: The Three Little Pigs
- 2004: The Cat That Looked at a King
- 2011: Die großen Feenspiele (Pixie Hollow Games)
- 2013: Pixie Hollow Bake Off
- 2014:  Vitaminamulch: Air Spectacular